# Desmond Child
Desmond Child (nacido como John Charles Barrett; Gainesville, 28 de octubre de 1953) es un productor y compositor estadounidense. Es sobrino de la cantante cubana Olga Guillot. Tiene doble nacionalidad estadounidense-húngara.

## Carrera
Sus éxitos como compositor incluyen "I Hate Myself for Loving You" (Joan Jett), "Livin' on a Prayer", "You Give Love a Bad Name" (Bon Jovi), "Dude (Looks Like A Lady), "Angel", "What It Takes", y "Crazy" (Aerosmith), "I Was Made for Lovin' You" (Kiss), "Just Like Jesse James" (Cher), y "She Bangs", "Más" y "Livin' La Vida Loca" (Ricky Martin).
Child ha sido reconocido por su trabajo como compositor y productor en bandas y solistas tan importantes como Cher, Marion Raven, Billie Myers, Michael Bolton, Cyndi Lauper, Aerosmith, Bon Jovi, Scorpions, Robbie Williams, Bonnie Tyler, Alice Cooper, Dream Theater (en el disco Falling Into Infinity), Kiss, Ricky Martin, Roxette, Vince Neil, Jesse McCartney, Stephanie McIntosh, Sakis Rouvas, Chris Braide, Kelly Clarkson, Hilary Duff, INXS y LeAnn Rimes, entre otros.
Produjo el álbum Bat Out of Hell III: The Monster Is Loose, de Meat Loaf, en el que participó en la composición de seis canciones. Recientemente, colaboró como productor a la banda alemana Scorpions en el disco Humanity Hour 1. En 2008 produjo el séptimo álbum de la banda The Rasmus, Black Roses. Fue incluido en el Salón de la Fama de los Compositores en 2008. En 2013 fundó junto a Rudy Pérez el Salón de la Fama Latino de los Compositores.

## Discografía

### Desmond Child & Rouge
- Desmond Child & Rouge (Capitol Records) (1978)
- Runners in the Night (Capitol Records) (1979)

- "Our Love Is Insane" (#50, 1979)

### Como solista
- Discipline (Elektra Records) (1991)

### Producciones para otros artistas
| Año           | Banda/Artista                    | Canción(es) compuesta/coescrita/producida | Álbum                                     |
| ------------- | -------------------------------- | --- | ----------------------------------------- |
| 1979          | Kiss                             | "I Was Made for Lovin' You" | Dynasty                                   |
| 1982          | Cher                             | "When the Love is Gone", "Walk With Me", "The Book of Love" | I Paralyze                                |
| 1984          | Kiss                             | "Heaven's on Fire", "Under the Gun", "I've Had Enough (Into the Fire)" | Animalize                                 |
| 1985          | Kiss                             | "King of the Mountain", "Who Wants to Be Lonely", "I'm Alive", "Radar for Love", "UH! All Night" | Asylum                                    |
| 1986          | Bonnie Tyler                     | "If You Were a Woman and I Was a Man", "Lovers Again" | Secret Dreams and Forbidden Fire          |
| 1986          | Bon Jovi                         | "Livin' on a Prayer", "You Give Love a Bad Name", "Without Love", "I'd Die For You" | Slippery When Wet                         |
| 1987          | Aerosmith                        | "Angel", "Dude (Looks Like a Lady)", "Heart's Done Time" | Permanent Vacation                        |
| 1987          | Cher                             | "We All Sleep Alone", "Main Man", "Give Our Love a Fightin' Chance", "Perfection", "Working Girl" | Cher                                      |
| 1987          | Jimmy Barnes                     | "Waitin' for the Heartache", "Walk on" | Freight Train Heart                       |
| 1987          | John Waite                       | "These Times are Hard for Lovers" | Rover's Return                            |
| 1987          | Kiss                             | "Bang Bang You", "My Way", "Reason to Live" | Crazy Nights                              |
| 1987          | Jennifer Rush                    | "Down to You", "Heart Wars" | Heart Over Mind                           |
| 1988          | Kiss                             | "Let's Put the X in Sex", "(You Make Me) Rock Hard" | Smashes, Thrashes & Hits                  |
| 1988          | Bon Jovi                         | "Bad Medicine", "Blood on Blood", "Born to Be My Baby", "Wild is the Wind" | New Jersey                                |
| 1988          | Joan Jett & The Blackhearts      | "I Hate Myself for Loving You", "Little Liar", "You Want In, I Want Out" | Up Your Alley                             |
| 1988          | Bonnie Tyler                     | "Notes From America", "Hide Your Heart", "Save Up All Your Tears", "Take Another Look at Your Heart", también produjo el álbum                                                                               | Hide Your Heart                           |
| 1989          | Aerosmith                        | "What It Takes", "F.I.N.E." | Pump                                      |
| 1989          | Alice Cooper                     | Todo el álbum | Trash                                     |
| 1989          | Animotion                        | "Calling It Love" | Room To Move                              |
| 1989          | Michael Bolton                   | "How Can We Be Lovers?" y "Love Cuts Deep", también produjo el álbum | Soul Provider                             |
| 1989          | Bonfire                          | "The Price of Loving You" | Point Blank                               |
| 1989          | Cher                             | "Just Like Jesse James", "Love on a Rooftop", "Emotional Fire", "Does Anybody Really Fall in Love Anymore?"                                                                                                  | Heart of Stone                            |
| 1989          | Ace Frehley                      | "Hide Your Heart" | Trouble Walkin'                           |
| 1989          | Kiss                             | "Hide Your Heart", "You Love Me to Hate You" | Hot in the Shade                          |
| 1989          | Robin Beck                       | "Hide Your Heart", "Don't Lose Any Sleep", "If You Were a Woman (And I Was a Man)", "Hold Back the Night", "Save Up All Your Tears", "Tears In The Rain"                                                     | Trouble or Nothin'                        |
| 1990          | Ratt                             | "Givin' Yourself Away", "Heads I Win, Tails You Lose", "Lovin' You's A Dirty Job", "One Step Away", "Shame Shame Shame"                                                                                      | Detonator                                 |
| 1991          | Kane Roberts                     | Producción íntegro del álbum | Saints and Sinners                        |
| 1991          | Cher                             | "Save Up All Your Tears" | Love Hurts                                |
| 1991          | Michael Bolton                   | "Forever Isn't Long Enough", "New Love" | Time, Love & Tenderness                   |
| 1991          | Alice Cooper                     | "Dangerous Tonight", "Might as Well Be on Mars" | Hey Stoopid                               |
| 1991          | Joan Jett & The Blackhearts      | "Ashes in the Wind", "The Only Good Thing (You Ever Said Was Goodbye)", "Lie to Me", "Don't Surrender", "Goodbye"                                                                                            | Notorious                                 |
| 1992          | Bon Jovi                         | "I'll Sleep When I'm Dead", "Keep the Faith" | Keep The Faith                            |
| 1993          | Aerosmith                        | "Crazy", "Flesh" | Get a Grip                                |
| 1993          | Steve Vai                        | "In My Dreams With You" | Sex & Religion                            |
| 1994          | Joan Jett & The Blackhearts      | "As I Am", "You Got A Problem", "Brighter Day" | Pure and Simple                           |
| 1995          | Bon Jovi                         | "Something for the Pain", "This Ain't a Love Song", "Hearts Breaking Even", "Diamond Ring" | These Days                                |
| 1995          | Chynna Phillips                  | "I Live for you," "This Close," "Jewel in My Crown" | Naked and Sacred                          |
| 1995          | Roxette                          | "You Don't Understand Me" | Don't Bore Us, Get to the Chorus!         |
| 1997          | Aerosmith                        | "Hole in My Soul" | Nine Lives                                |
| 1997          | Chicago                          | "All Roads Lead to You" | The Heart of Chicago 1967–1998 Volume II  |
| 1997          | Dream Theater                    | "You Not Me" | Falling into Infinity                     |
| 1997          | Robbie Williams                  | "Old Before I Die" | Life Thru a Lens                          |
| 1997          | Hanson                           | "Weird" | Middle of Nowhere                         |
| 1998          | Billie Myers                     | "Kiss the Rain" | Growing, Pains                            |
| 1999          | Bon Jovi                         | "Real Life" | Banda sonora de EDtv                      |
| 1999          | Ricky Martin                     | "Livin' La Vida Loca", "La copa de la vida", "Spanish Eyes" | Ricky Martin                              |
| 2000          | Bon Jovi                         | "One Wild Night" | Crush                                     |
| 2000          | Ricky Martin                     | "She Bangs" | Sound Loaded                              |
| 2001          | Alejandra Guzmán                 | | Soy                                       |
| 2002          | Bon Jovi                         | "All About Lovin' You", "Misunderstood", "The Distance" | Bounce                                    |
| 2002          | Sakis Rouvas                     | "Ola Kala", "The Light", "Disco Girl", también produjo el álbum | Ola Kala                                  |
| 2002          | Kelly Clarkson                   | "Before Your Love" | Thankful                                  |
| 2003          | Clay Aiken                       | "Invisible", "Run to Me" | Measure of a Man                          |
| 2003          | La Ley                           | "Más Allá" | Libertad                                  |
| 2004          | Jesse McCartney                  | "Because You Live" | Beautiful Soul                            |
| 2004          | Alejandra Guzmán                 | Produjo todo el álbum | Lipstick                                  |
| Diana DeGarmo | "Dreams"                         | Blue Skies |                                           |
| 2005          | Bon Jovi                         | "Bells of Freedom", "Dirty Little Secret" | Have a Nice Day                           |
| 2005          | Vince Neil                       | "Promise Me" | -                                         |
| 2005          | Amanda Stott                     | "Homeless Heart" | Chasing the Sky                           |
| 2005          | Lindsay Lohan                    | "I Live for the Day" | A Little More Personal (Raw)              |
| 2006          | Meat Loaf                        | "The Monster Is Loose", "Blind as a Bat", "Monstro", "Alive", "If God Could Talk", "What About Love?" | Bat Out of Hell III: The Monster Is Loose |
| 2006          | Marion Raven                     | "Good 4 Sex" | Heads Will Roll                           |
| 2006          | Marion Raven                     | "October" | Banda sonora Cut Off                      |
| 2006          | Paul Stanley                     | "All About You", "Lift", "Live to Win", "Wake Up Screaming", "Where Angels Dare" | Live to Win                               |
| 2007          | Mika                             | "Erase" | Life in Cartoon Motion                    |
| 2007          | Sebastian Bach                   | "Falling into You" | Angel Down                                |
| 2007          | Bon Jovi                         | "(You Want to) Make a Memory" | Lost Highway                              |
| 2007          | Scorpions                        | "Hour I", "The Game of Life", "The Future Never Dies", "You're Lovin' Me to Death", "321", "Love Will Keep Us Alive", "We Will Rise Again", "Your Last Song", "Love Is War", "The Cross", "Humanity", "Cold" | Humanity: Hour I                          |
| 2008          | Ace Young                        | "Addicted", "A Hard Hand to Hold", "Where Will You Go", "How You Gonna Spend You Live", "The Girl That Got Away", "Dirty Mind", "The Gift"                                                                   | Ace Young                                 |
| 2008          | Katy Perry                       | "Waking Up in Vegas" | One of the Boys                           |
| 2008          | The Rasmus                       | Producción íntegra del álbum, incluido "Livin' in a world without you" | Black Roses                               |
| 2009          | Bon Jovi                         | "Brokenpromiseland", "Fast Cars", "Happy Now", "Learn to Love" | The Circle                                |
| 2009          | Margaret Cho                     | "I Cho Am a Woman" | I Cho Am a Woman (sencillo)               |
| 2009          | Tokio Hotel                      | "Zoom/Zoom into Me" | Humanoid                                  |
| 2009          | The Stunners                     | "Santa Bring My Soldier Home" | (Santa Bring My Soldier Home-Single)      |
| 2010          | Tokio Hotel and Kerli            | "Strange" | Almost Alice                              |
| 2010          | Meat Loaf                        | "Elvis in Vegas" | Hang Cool Teddy Bear                      |
| 2010          | Weezer                           | "Trainwrecks" | Hurley                                    |
| 2011          | Ricky Martin                     | Producción íntegra del álbum | Música + Alma + Sexo                      |
| 2011          | Alice Cooper                     | "I Am Made of You", "The Underture" | Welcome 2 My Nightmare                    |
| 2012          | Porcelain Black                  | "Rock Angels" | Banda sonora de Rock of Ages              |
| 2012          | Aerosmith                        | "Another Last Goodbye" | Music from Another Dimension!             |
| 2013          | Bonnie Tyler                     | "Believe in Me", "Stubborn" | Rocks and Honey                           |
| 2013          | Bon Jovi                         | "Army of One" | What About Now                            |
| 2013          | Hernaldo Zúñiga y Michael Bolton | "I Try to Forget You" (Adaptación al inglés de Procuro Olvidarte) |                                           |